# خه فورتخنس
خه فورتخنس (هلندی: Ge Fortgens؛ ۱۰ ژوئیه ۱۸۸۷ – ۴ مهٔ ۱۹۵۷) بازیکن فوتبال اهل هلند بود.
از باشگاه‌هایی که در آن بازی کرده‌است می‌توان به باشگاه فوتبال آژاکس آمستردام اشاره کرد.
وی همچنین در تیم ملی فوتبال هلند بازی کرده‌است.
وی در مسابقات کشوری و بین‌المللی در مجموع برندهٔ ۱ مدال برنز شده‌است.